# Cuscuta epilinum
Espèce
Cuscuta epilinum, la Cuscute du lin, est une espèce de plantes herbacées parasites de la famille des Convolvulaceae.